# Iglesia Luterana Evangélica Alemana de San Marcos
La Iglesia Luterana Evangélica Alemana de San Marcos (en inglés: German Evangelical Lutheran Church of St. Mark') es una iglesia histórica ubicada en Nueva York, Nueva York. La Iglesia Luterana Evangélica Alemana de San Marcos se encuentra inscrita como un Hito Histórico Neoyorquino en la Comisión para la Preservación de Monumentos Históricos de Nueva York al igual que en el Registro Nacional de Lugares Históricos desde el 15 de abril de 2004.  

## Ubicación
La Iglesia Luterana Evangélica Alemana de San Marcos se encuentra dentro del condado de Nueva York en las coordenadas 40°43′37″N 73°59′15″O / 40.726944, -73.9875.